# Clara Torres Latorre
Clara Torres Latorre (Alginet, 1997), és una matemàtica valenciana. Ostenta 16 títols internacionals, dels quals deu són medalles d'or. Este progrés l'ha convertit en l'estudiant valenciana que ha obtingut els millors resultats de la història en competicions matemàtiques universitàries.

## Trajectòria
Nascuda inicialment com a Damià, va estudiar el Grau en Matemàtiques i Enginyeria Física al CFIS de la Universitat Politècnica de Catalunya com a part del projecte Estalmat. En 2014, va aconseguir les tres medalles d'or en les olimpíades científiques de batxillerat (matemàtiques, física i química). En destaca l'homenatge que va rebre en juny de l'any 2014 al Palau de la Generalitat Valenciana. Sir Harold Walter Kroto, Premi Nobel de Química, va anar d'una manera expressa al Palau de la Generalitat per conèixer el campió de l'estat espanyol en química i els seus companys.
Durant dos anys seguits, l'any 2013 i l'any 2014, Torres Latorre va guanyar la medalla d'or en la Mediterranean Mathematics Competition (Mediterrani-Espanya) També va obtenir l'or l'any 2013, a Bolívia, en l'Olimpíada Iberoamericana de Química (el major èxit en química obtingut per un estudiant de nacionalitat espanyola). Després va sumar quatre ors més en el seu palmarés en matemàtiques: l'any 2014, a Bucarest, va obtindre l'or en la International Mathematical Arhimede Constest; en 2015, a Puerto Rico, va aconseguir or absolut a l'Olimpíada Iberoamericana de Matemàtiques, en què va liderar l'equip espanyol que va quedar en tercer lloc. Eixe mateix any, en Bulgària i en la International Mathematics Competition for University Students, va aconseguir un altre or. L'any 2016 va revalidar este mateix premi i en una competició a Porto va guanyar un or en programació ràpida.
L'any 2014, després de classificar-se en les dues primeres posicions durant quatre anys en la Prova Cangur, Torres Latorre va rebre el Pin de Plata, màxim guardó que atorga la Societat Catalana de Matemàtiques als competidors matemàtics que han aconseguit els quatre anys obtindre premi. I en 2016, durant la XXX Olimpiada Iberoamericana de Matemáticas, va aconseguir també una altra medalla d'or.
Anys més tard, amb la seua plena identitat de gènere sentida com a Clara, el juny de 2024 Torres Latorre va obtindre el seu doctorat en Matemàtiques sobre la teoria de la regularitat en obstacles de la desigualtat de Harnack, per la Universitat de Barcelona.